# Dolmen des Créchaudes
Le dolmen des Créchaudes est un dolmen situé à Saint-Hilaire-la-Forêt, dans le département français de la Vendée.

## Description
Le dolmen a été édifié sur un point culminant de la plaine. L'édifice est désormais ruiné, il pourrait s'agir d'un dolmen à couloir. Il a été fouillé en 1993 et 1994 par R. Cadot. Il comporte onze orthostates renversés, dont huit en grès, deux en calcaire et un en granite qui a été transporté sur place. La table de couverture est en grès. Elle comporte des plages de polissage. Le sol de la chambre était peut-être recouvert d'un dallage. L'absence de tout élément lithique dans un rayon de 5 m autour du dolmen a conduit Cadot à émettre l'hypothèse d'un tumulus en terre.
Le mobilier archéologique découvert se limite à quelques tessons, un fragment de hache polie, une armature de flèche perçante de type campaniforme et des éclats de débitage côtier. Quatre sépultures doubles, non fouillées et non datées, ont été retrouvées sur la façade ouest du monument.